# مقاطعة بينتون (ميزوري)
مقاطعة بينتون (بالإنجليزية: Benton County)‏ هي إحدى المقاطعات في ولاية ميزوري في الولايات المتحدة الأمريكية.